# سیبلی (لوئیزیانا)
سیبلی (به انگلیسی: Sibley) شهری در ایالت لوئیزیانا کشور ایالات متحده آمریکا است که جمعیت آن در سرشماری سال ۲۰۱۰ میلادی، ۱٬۲۱۸ نفر بوده‌است.